# Reilhanette

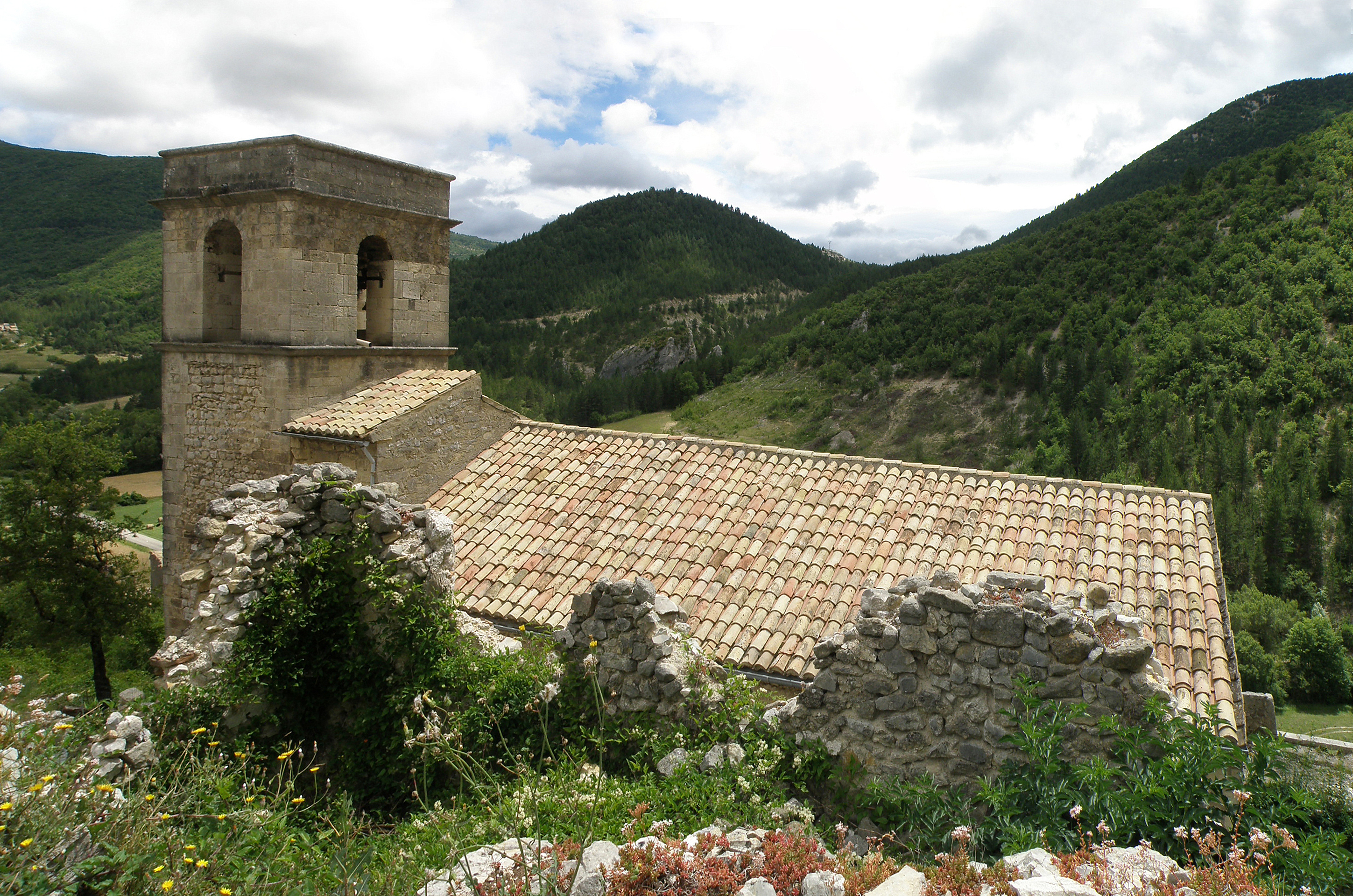
Pfarrkirche Saint-Michel-et-Saint-Hippolyte

Reilhanette (okzitanisch: gleichlautend) ist ein Ort und eine Gemeinde mit 120 Einwohnern (Stand 1. Januar 2022) im Département Drôme in der südfranzösischen Region Auvergne-Rhône-Alpes.

## Lage
Der Ort Reilhanette liegt im Südwesten des Départements Drôme, nahe der Grenze zum Département Vaucluse in einer Höhe von etwa 600 m am Flüsschen Toulourenc; die nächstgrößere Stadt, Carpentras, befindet sich rund 50 Kilometer (Fahrtstrecke) südwestlich. Die bereits in gallorömischer Zeit genutzten Thermalquellen von Montbrun-les-Bains befinden sich nur etwa zwei Kilometer nordöstlich.

## Bevölkerungsentwicklung
| Jahr                       | 1800 | 1851 | 1901 | 1954 | 1999 | 2013 |
| -------------------------- | ---- | ---- | ---- | ---- | ---- | ---- |
| Einwohner                  | 371  | 462  | 322  | 122  | 119  | 134  |
| Quellen: Cassini und INSEE |      |      |      |      |      |      |

Der kontinuierliche Bevölkerungsrückgang ist im Wesentlichen auf die zunehmende Mechanisierung der Landwirtschaft und den daraus resultierenden Verlust an Arbeitsplätzen zurückzuführen.

## Wirtschaft
Die Einwohner des abgelegenen Ortes lebten jahrhundertelang als Selbstversorger von der Landwirtschaft (Feldbau und Viehzucht); auch ein wenig Wein wurde angebaut. Der Ort besitzt auch heute noch das Recht zur Vermarktung seiner Weintrauben über die Appellationen Comtés Rhodaniens, Coteaux des Baronnies, Mediterranée und Drôme; ob allerdings wegen der Höhenlage des Ortes überhaupt noch Wein produziert wird, ist unklar. Traditionell gibt es einige kleinere Lavendelfelder. Der Tourismus spielt heutzutage jedoch eine weitaus bedeutsamere Rolle im Wirtschaftsleben der Gemeinde.

## Geschichte
Im 12. Jahrhundert besaß die Abtei Saint-André de Villeneuve-lès-Avignon hier das Priorat Saint Hippolyte sowie die Burgkapelle und die örtliche Pfarrkirche. Die den Ort überragende mittelalterliche Burg (château) wurde im Jahr 1560 durch königstreue Truppen geschleift.

## Sehenswürdigkeiten
- Die einschiffige Pfarrkirche Saint-Michel-et-Saint-Hippolyte ist möglicherweise die ehemalige Prioratskirche. Sie stammt aus dem 12. Jahrhundert und ist aus nur grob behauenen Bruchsteinen errichtet. Der mit exakt behauenen Ecksteinen versehene Glockenturm erhielt im 17. oder 18. Jahrhundert ein neues Glockengeschoss. In der Zeit der Gegenreformation wurde die Kirche mit drei barocken Altären ausgestattet, darunter einen, der dem hl. Eutropius von Saintes geweiht ist – die hier aufbewahrte Reliquie wurde lange Zeit als wundertätig verehrt.
- Die mittelalterliche Burgruine befindet sich auf dem höchsten Punkt des Ortes.